# Imgur
Imgur és un servei d'allotjament d'imatges en línia fundada per Alan Schaaf el 2009 a Ohio, Estats Units, qui la va crear com a regal per a la comunitat en línia Reddit. Imgur actualment és de les majors webs de contingut d'imatges a internet, comissariada en temps real per una comunitat d'usuaris través de comentaris i vots. Ofereix allotjament gratuït d'imatges a milions d'usuaris cada dia. comunitat social basada en votacions dels comentaris i imatges. Les millors imatges són millor puntuades de manera que apareixen a la pàgina principal.
El 2012 Imgur va permetre als usuaris enviar directament a la galeria d'Imgur les imatges, els comentaris i els vots.
El 26 de juny de 2013, Imgur va publicar la seva primera eina de creació de continguts, el generador de Meme Imgur, que ofereix la creació de memes simples, així com una galeria pública de plantilles de meme populars.

Logo de la companyia la qual està connectada Imgur

L'any 2014, la plataforma d'allotjament i intercanvi d'imatges Imgur va patir una filtració de dades, on un atacant va aconseguir robar correus electrònics i hash de contrasenyes de 1,7 milions d'usuaris. Encara no es coneix com va poder succeir aquesta filtració i que hagi passat desapercebuda.
El 14 d'octubre de 2019, Imgur va decidir no ensenyar contingut NSFW Imgur que aparegui a les seves subseccions associades a Reddit i actualment per accedir a aquests continguts han de iniciar sessió i provar que són majors d'edat.
La mascota oficial Imgur és la Imguraffe, que va ser creada originalment com una broma dia d'enganyar, convertint-se més tard en la mascota oficial.

## Privacitat
Si ens fem un compte d'usuari podrem muntar la nostra pròpia galeria de fotografies sota un subdomini, de manera que així no deixem tot el que pugem com imatges independents que es perden quan eliminem el nostre historial. És més: podem fer àlbums a el més pur estil de Flickr.
Aquests àlbums poden ser públics, ocults (accessibles només sabent l'adreça d'internet) o privats, de manera que la protecció de la nostra intimitat tampoc és un problema. No dona com per guardar milers i milers de fotos, però per compartir un àlbum de manera temporal Imgur pot ser una de les solucions més ràpides.

## Popularitat
El juny de 2013 s'hi pujaven més d'un milió d'imatges al dia i rebia més de 70 milions d'usuaris al dia.